# Xanthorhoe exliturata
Xanthorhoe exliturata är en fjärilsart som beskrevs av Walker 1862. Xanthorhoe exliturata ingår i släktet Xanthorhoe och familjen mätare. Inga underarter finns listade i Catalogue of Life.